# Iglesia católica en España

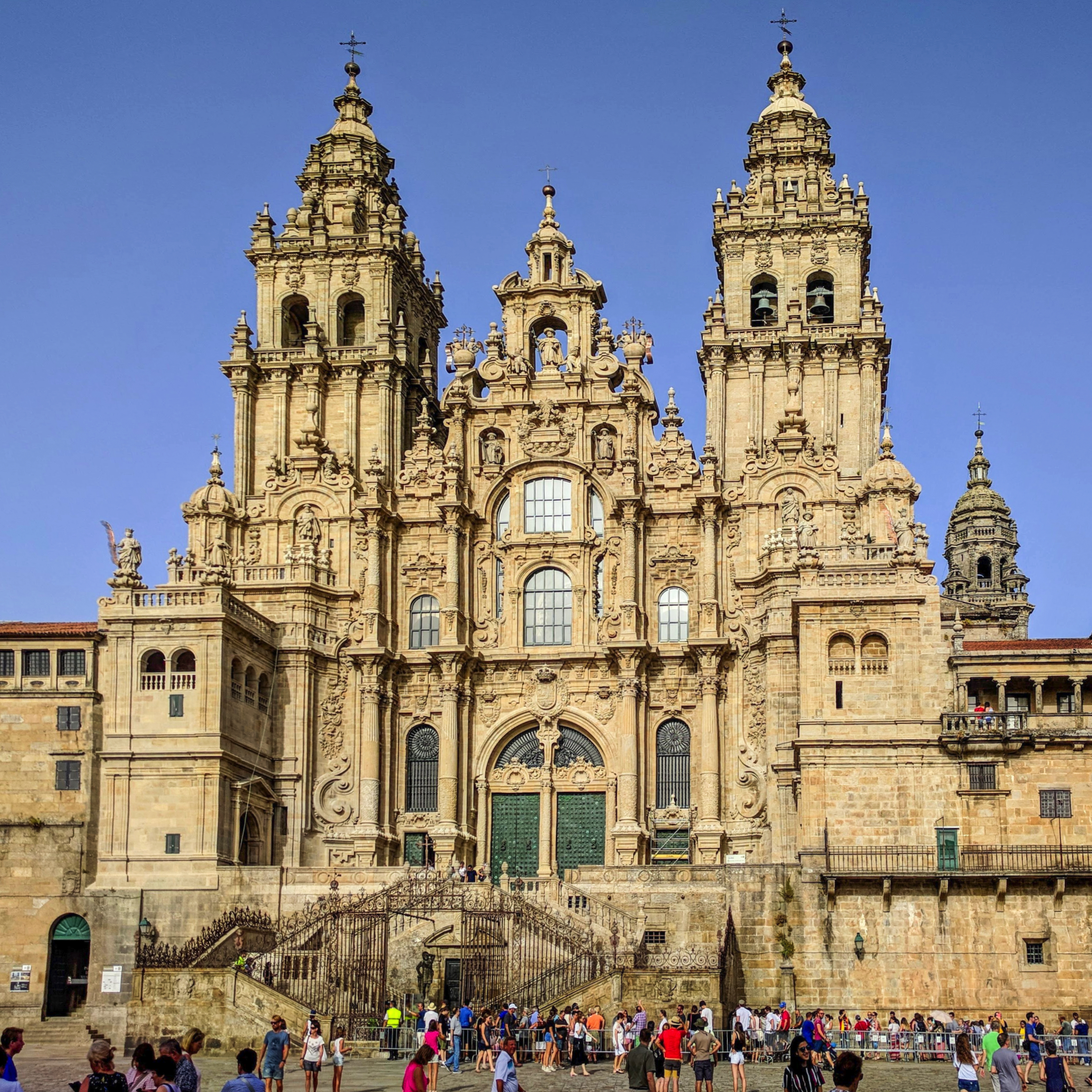
La catedral de Santiago de Compostela, que acoge el sepulcro del Apóstol Santiago, es uno de los principales destinos de peregrinación de Europa a través del llamado Camino de Santiago.

La Iglesia católica es la organización religiosa mayoritaria en España, a la cual se adscriben aproximadamente tres cuartas partes de la población.
La Iglesia se estructura en 14 provincias eclesiásticas divididas en 69 diócesis repartidas por toda la geografía española, además del Arzobispado castrense (un ordinariato militar para las Fuerzas Armadas). Si bien cada diócesis —al frente de la cual se encuentra el obispo— es autónoma, la Conferencia Episcopal Española está integrada por todos los obispos de España con el objetivo de ejercer conjuntamente algunas funciones pastorales.
La Constitución española de 1978 establece la aconfesionalidad del Estado, disponiendo que los poderes públicos tengan en cuenta las creencias religiosas de la sociedad, manteniendo relaciones de cooperación con la Iglesia católica y las demás confesiones. Así, las relaciones entre el Estado español y la Santa Sede se encuentran reguladas por el acuerdo de 1976 y los tres acuerdos de 1979, que modificaron y reemplazaron el anterior concordato de 1953.

## Número de fieles y práctica religiosa

### Católicos en España
Según la memoria de actividades de la Iglesia de 2012,[actualizar] en España hay 34 496 250 bautizados, que cubrirían el 73 % de la población. Están organizados en 70 diócesis y arquidiócesis.
En julio de 2018, el Centro de Investigación Sociológica publicó una encuesta realizada a 2485 adultos residentes en España. Según esta encuesta, el 66,3 % de los encuestados se definían como «católico» en “materia religiosa”. Por otro lado, a la pregunta sobre asistencia a ritos (católicos o no) más allá de ocasiones sociales (bodas, primeras comuniones), un 62,5% afirmó no ir “casi nunca”, un 13,4 % acudía “varias veces al año”, un 10,7 % acudía “alguna vez al mes” y un 10,4 % “casi todos los domingos y festivos”. Un 1,9 % afirmó acudir “varias veces a la semana”.
Una gran mayoría de los jóvenes españoles, entre ellos muchos que se autoidentifican como católicos, hacen caso omiso de la postura de la Iglesia sobre temas como las relaciones sexuales prematrimoniales, la orientación sexual o la anticoncepción.
Según el Eurobarómetro 69 (2008), otra fuente independiente, sólo el 3 % de los españoles considera la religión como uno de sus tres valores más importantes, mientras que la media europea es del 7 %. [actualizar]
| Evolución del sentimiento religioso en España - CIS              |                                                                  |
| ---------------------------------------------------------------- | ---------------------------------------------------------------- |
| Gráfico no disponible temporalmente debido a problemas técnicos. |                                                                  |
| Católicos No creyentes y ateos Creyentes de otras religiones     |                                                                  |
|                                                                  | Gráfico no disponible temporalmente debido a problemas técnicos. |

### Cifras oficiales de sacerdotes y religiosos/as y seminaristas y evolución reciente
- El número total de sacerdotes ha ido oscilando en las últimas décadas. Hubo una reducción durante varios años, de 24.300 en 1975 a 19.307 en 2005. Con un posterior incremento hasta llegar a 24.778 a finales de 2010.[13] Según la memoria del año 2014, publicada en junio de 2016 por la CEE,[14] en España había: 18 813 sacerdotes.[15] En el año 2022, el número de presbíteros es de 16.568.[16]
- Según esta misma fuente, había también en España 918 monasterios con 9153 monjes y monjas de clausura, 8672 monjas de vida apostólica y 57 531 religiosos/as. Según datos de 2017 de la Confer (Conferencia de religiosos españoles), había en España 1279 personas en formación religiosa: 935 temporales (699 mujeres y 236 hombres) y 344 novicios (243 mujeres y 101 hombres). Las religiosas se redujeron un 6,9 % ─a 54 160─ en el período 2000-2005.[17] La disminución del número de religiosas se hizo notar en los siguientes años: a finales de 2011 eran 50.337.[13] La fotografía de la vida religiosa en 2022 deja los siguientes datos: 27.006 religiosas y 8501 religiosos, de los cuales 8436 monjes y monjas de clausura.[18]
- Según cifras oficiales de la CEE,[19] cursaron estudios en los seminarios españoles 1247 seminaristas mayores durante el curso 2016-17. Por lo que se refiere a estas cifras, también se han dado oscilaciones. Tras unos años de disminución (entre 2006 y 2010), hubo un incremento (en 2012), si bien no se ha recuperado el número de 2006. Para el curso 2006-2007 había 1397 seminaristas mayores, mientras que en el curso 2012-2013 el número era de 1307.[20] En 2022 la cifra es de 1066[18].

En el transcurso del siglo XXI se ha reducido a la mitad el número de personas que residen en instituciones colectivas de carácter religioso: conventos, seminarios, monasterios, abadías y establecimientos análogos. En 2001 eran 41 137 y en 2011 18 487 residentes, según los Censos de Población y Viviendas elaborados por el Instituto Nacional de Estadística, esta caída del 40 % entre 2001 y 2011 se produce tras la caída del 30 % durante la década de 1990.[actualizar]

## Historia

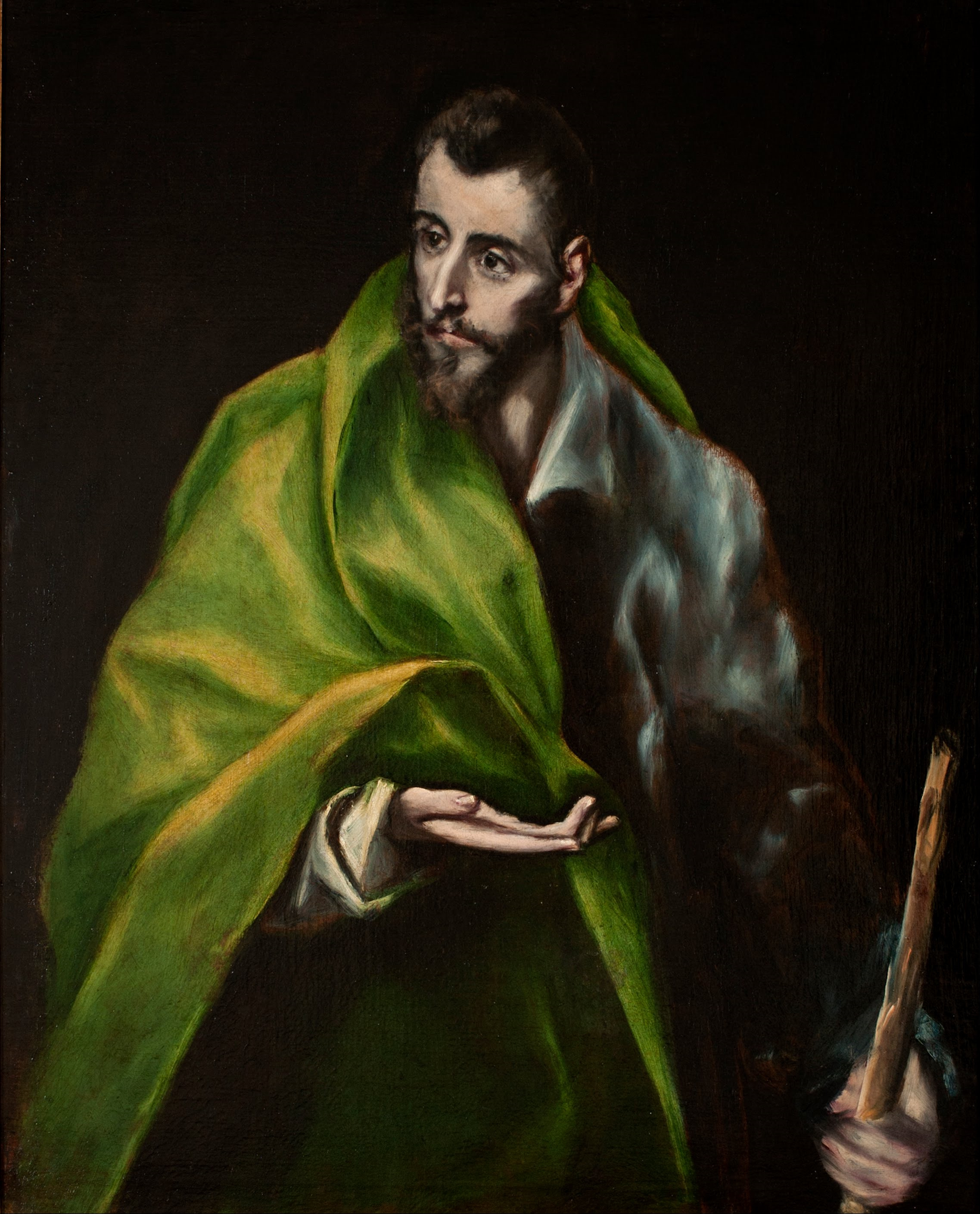
Santiago El Mayor, pintura de El Greco, quien lo representa con bastón a modo de peregrino.

La presencia del cristianismo en España se remonta a casi dos mil años atrás. La tradición sitúa sus orígenes durante la evangelización de la península ibérica, en el mismo siglo I, por el apóstol Santiago el Mayor (vinculado a las historias de la aparición de su sepulcro en Compostela y de la Virgen del Pilar en Zaragoza), y por san Pablo, cuyo viaje a Hispania no se puede asegurar que se produjera, pero de quien al menos consta su voluntad expresa de emprenderlo:

Ahora, no teniendo más campo en estas regiones, y deseando desde hace muchos años ir a vosotros, cuando vaya a España, iré a vosotros, pues espero veros al pasar y ser encaminado hacia allá por vosotros una vez que haya disfrutado de vuestra compañía. Pero ahora voy a Jerusalén para ministrar a los santos, porque Macedonia y Acaya tuvieron a bien hacer una ofrenda para los pobres que hay entre los santos que están en Jerusalén. Les pareció bueno hacerla, ya que son deudores a ellos, porque si los gentiles han sido hechos partícipes de sus bienes espirituales, deben también ellos ayudarlos con bienes materiales. Así que, cuando haya concluido esto, y les haya entregado esta ofrenda, pasaré entre vosotros rumbo a España.
 Epístola a los romanos 15, 23-28

A comienzos del siglo IV tuvo lugar en Iliberis, una ciudad cercana a la actual Granada, el Concilio de Elvira, el más antiguo del que se conservan las actas. A él acudieron 19 obispos y 24 presbíteros para tratar temas de carácter disciplinar, por lo que para esa época la Iglesia representaba ya una pujante fuerza social y contaba en la península de una estructura bien organizada por diócesis, que tenían sus sedes en ciudades.

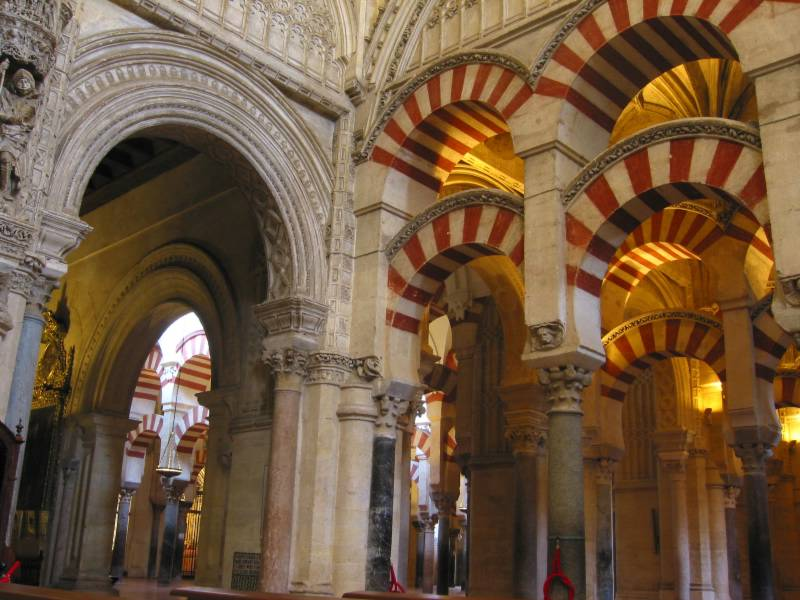
La catedral de Córdoba, integrada en las naves de la mezquita musulmana, a su vez construida sobre la basílica visigoda de San Vicente.

Tras ser declarada religión oficial en el último siglo del Imperio romano, el cristianismo sufrió las vicisitudes de una prolongada Edad Media, que comenzó experimentando la segregación entre el arrianismo que traían los invasores germánicos y el catolicismo de los hispanorromanos (hasta la conversión del rey visigodo Recaredo en 586). El periodo visigodo-católico fue una época de gran florecimiento de la Iglesia en España, en la que tuvieron lugar decenas de concilios, entre ellos los Concilios de Toledo, y destacaron una serie de personajes como Isidoro de Sevilla, Braulio de Zaragoza o Ildefonso de Toledo, entre muchos otros. Los últimos siglos de la Edad Media presenciaron tanto la tolerancia como los intentos de erradicación entre religiones alternativamente dominantes, al estar marcados por los choques entre el cristianismo y el Islam, primero en la conquista musulmana de la península ibérica y posteriormente en la Reconquista cristiana.

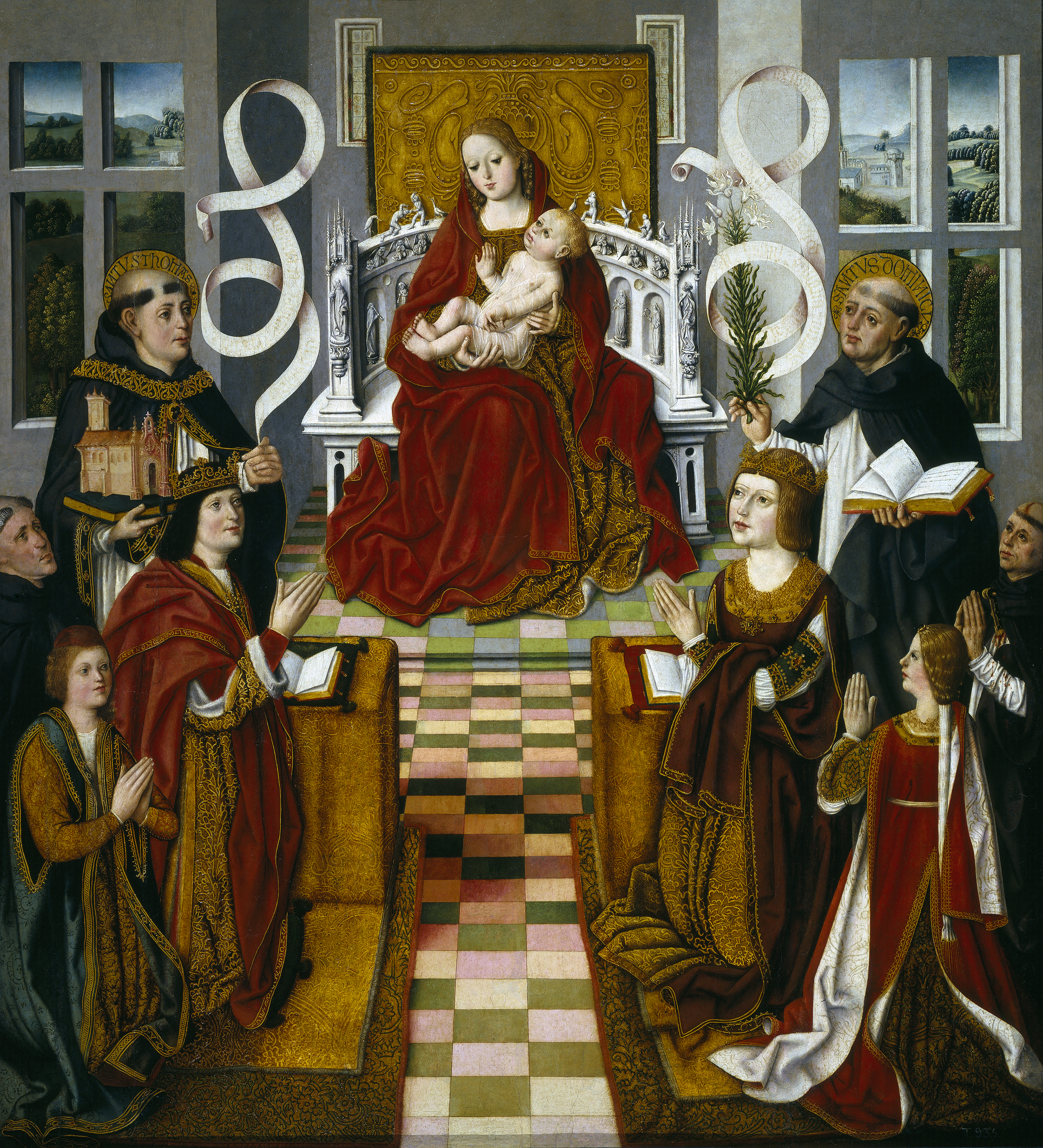
La Virgen de los Reyes Católicos. A la derecha de la Virgen María, el rey Fernando y el príncipe Juan (con el inquisidor); a la izquierda, la reina Isabel, con la infanta Isabel. De pie, santo Tomás de Aquino y santo Domingo de Guzmán.

La conformación de los reinos que terminaron reuniéndose en la denominada Monarquía Católica del Antiguo Régimen se hizo en gran medida a través de la construcción de una personalidad fuertemente religiosa, representativa del dominio social del grupo que se identificaba a sí mismo con el concepto étnicamente excluyente de cristiano viejo, y que desembocó en lo que ha podido llamarse política de "máximo religioso" de los Reyes Católicos, incluyendo la creación de la Inquisición española, la expulsión de los judíos y la conversión forzosa de los moriscos, así como una fuerte reforma institucional del clero, a cargo del cardenal Cisneros.
La Iglesia española de la Edad Moderna, época en la que junto a la Edad Media lo religioso impregnaba lo civil,  fue desde entonces un mecanismo disciplinado y al servicio de la monarquía y los estamentos privilegiados, poco accesible a las ideas provenientes de la Reforma luterana, con lo que los conflictos religiosos de España no fueron comparables a los que desgarraron Francia, Inglaterra, Alemania o Hungría en esa misma época. España, garantizado el consenso interior en materia religiosa gracias al férreo control social, fue un firme bastión de la Iglesia católica, que los reyes de la Casa de Austria reclamaban defender en sus conflictos exteriores en Europa, en el Mediterráneo, y en la colonización de América, justificada como evangelización, aunque con reflexiones en contra como la del fraile dominico Bartolomé de las Casas.
En cambio sí se produjeron fortísimos debates, como el que se dio en torno al erasmismo, vinculado a la resistencia a la modernización en las órdenes religiosas. Durante el siglo XVI se suscitó un movimiento reformista de carácter místico en el que se implicaron con no pocos enfrentamientos los carmelitas Santa Teresa de Jesús y San Juan de la Cruz; también en el contexto de la Contrarreforma fundó san Ignacio de Loyola la muy influyente Compañía de Jesús.

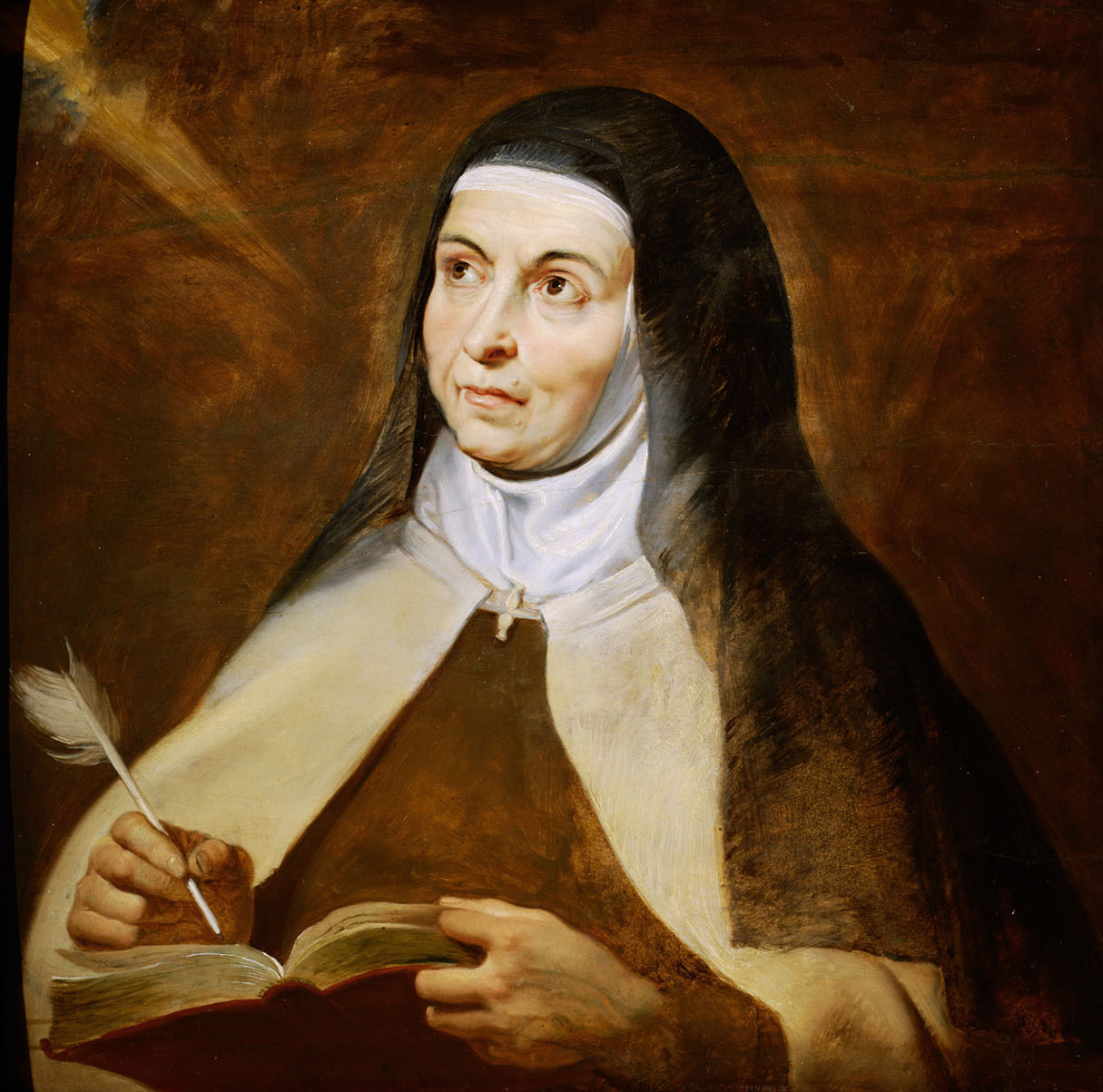
Santa Teresa de Jesús.
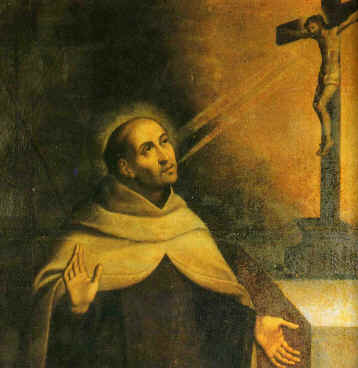
San Juan de la Cruz.
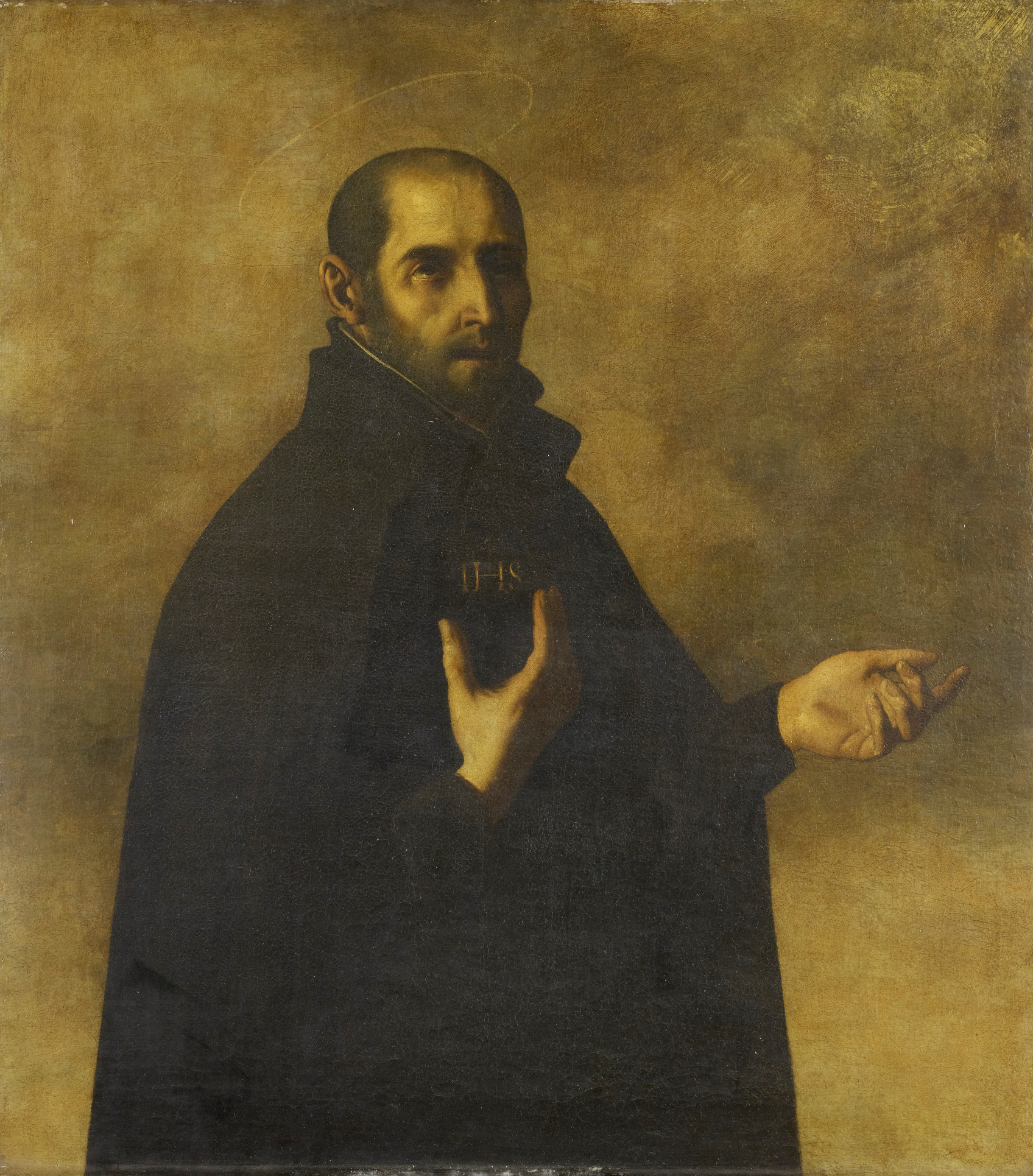
San Ignacio de Loyola.

También en el siglo XVI surgen los primeros misioneros españoles, especialmente en América y Asia. Ejemplos de esto son los jesuitas San Francisco Javier (el llamado «apóstol de la India» que evangelizó la India, China y Japón) y San José de Anchieta («apóstol de Brasil»), los franciscanos San Junípero Serra («apóstol de California») y San Pedro de Betancur («apóstol de Guatemala»), o el dominico Tomás de Zumárraga (misionero en Japón), entre otros muchos.
La iglesia española durante el antiguo régimen fue una institución fundamental para el sostenimiento del antiguo régimen social de la España Moderna. Según los estudios de Virgilio Pinto  se puede ver que la Iglesia en España era una de las instituciones con mayor poder social y económico de toda Europa.  Cuando se habla de las relaciones de la Iglesia católica con la monarquía de España son importantes dos conceptos: la Religiosidad y la Iglesia como institución supeditada a los intereses de la Corona y del mismo Vaticano. En el siglo XVIII se inicia del debate del jansenismo y del regalismo. En este sentido se ve el debate en torno a si la Iglesia de España fue controlada por la Corona de España. En los tiempos de Carlos III el rey ilustrado lo quiso así. Hay dos razones fundamentales: la primera era la ambición del estado por controlar a la Iglesia, una institución que ejercía el control efectivo de la ideología del pueblo, y una ansia utilización de la Iglesia por parte de una élite de ministros volterianos que se aprovechaban de la buena voluntad del Rey. La segunda teoría es que el estado quería reformas a la Iglesia con el fin de acabar con los desequilibrios que poseía y sus corrupciones.

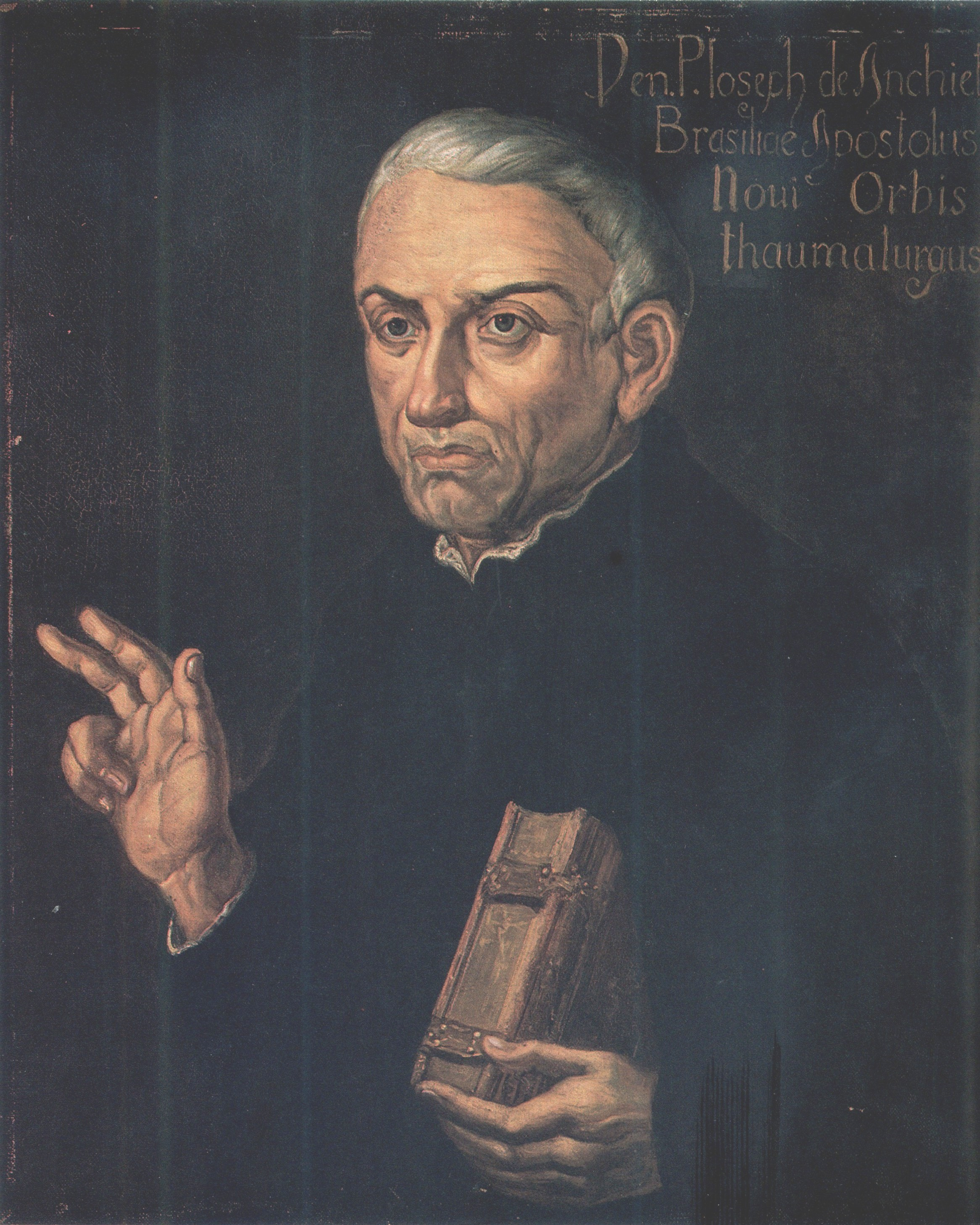
San José de Anchieta (1534–1597), misionero jesuita español en Brasil y uno de los fundadores de Sao Paulo y Río de Janeiro.

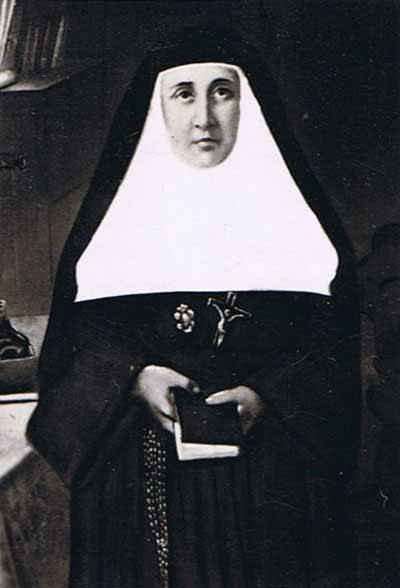
Madre María Rafols (1781–1853), mística y la monja cofundadora de la Congregación de las Hermanas de la Caridad de Santa Ana.

Además de ello, la Iglesia española en el siglo XVIII español presentaba problemas internos bastante notables. Fue una de las Iglesias que más rápido adoptaron las premisas establecidas en el concilio de Trento. Uno de los principales problemas era el gran aumento del clero durante la Edad Moderna, pero sobre todo del clero regular, aunque en el siglo XVIII el número se detuvo. Pero como dice Pinto, era un clero numeroso y mal repartido. Primeramente por reinos vemos ya una desigualdad importante, en el año 1747 de los 165 663 eclesiásticos de España, casi 130 000 estaban en Castilla, y solo 38 234 en Aragón. Sabemos estas cifras gracias a los catastros y estudios demográficos como el del marqués de la Ensenada, o el del conde de Aranda. A finales del siglo XVIII, el número era de 182 564 eclesiásticos, pero había descendido en comparación con el año 1768, cuando había 191 101 eclesiásticos. Además, había una enorme desigualdad entre eclesiástico regulares y seculares. Estos problemas internos de la Iglesia se daban también en el ámbito económico y profesional. Un ejemplo brillante es el estudio del clero en la ciudad de Madrid durante el siglo XVIII donde vemos la enorme desigualdad social que había entre el clero madrileño. Fue tal el fenómeno que Carlos III prohibió la entrada de sacerdotes en la Villa y Corte para no tener sacerdotes vagabundeando por las calles pues muchos de ellos llegaban a la capital sin oficio ni beneficio y estaban tirados a su suerte recibiendo las atenciones de los hospicios píos de la capital. Carlos III además realizó reformas profundas para impedir que la religiosidad se convirtiera en dogma y también para limitar su impacto social pues pensaba que era un elemento que hacía a la sociedad española poco productiva económicamente.
La crisis del Antiguo Régimen destruyó las bases económicas y el monopolio ideológico e intelectual del clero, así como buena parte del consenso social existente hasta entonces, pudiéndose hablar a partir de la Edad Contemporánea de Dos Españas que tenían en la oposición anticlericalismo/catolicismo integrista una de las grietas separadoras que las condujeron a una Guerra Civil. Esta fue justificada como cruzada por el clero, víctima de una violentísima represión en la retaguardia republicana, calificada de persecución religiosa y recordada desde el pontificado de Juan Pablo II con canonizaciones multitudinarias de mártires.

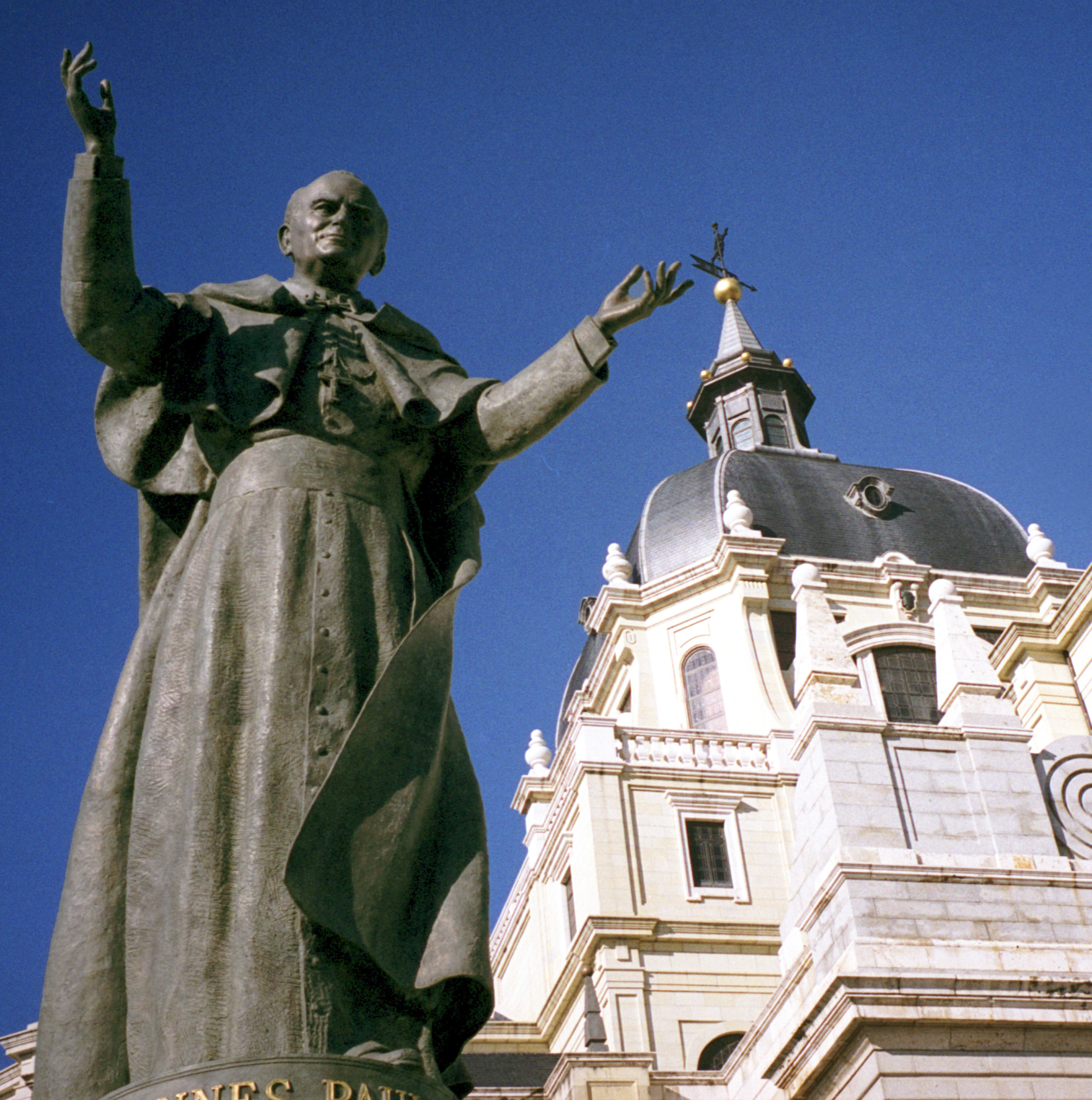
Estatua de Juan Pablo II ante la catedral de la Almudena de Madrid, la última construida en España y la única de su historia consagrada por un papa.

Para el primer franquismo, el nacionalcatolicismo fue una de sus principales señas de identidad,  además de componer los "católicos" una de las familias en que Franco se apoyaba en el ejercicio de su poder. Tras el Concilio Vaticano II, la jerarquía católica aparece dividida entre una orientación conservadora y otra progresista, a las que comunidades cristianas de base se alinean claramente, oponiéndose al franquismo. Al frente de esta ruptura con el régimen estuvo el cardenal Vicente Enrique y Tarancón, presidente de la Conferencia Episcopal, y cuyo nombramiento supuso un punto de inflexión en las relaciones entre la Iglesia católica y el franquismo.
La Transición supuso la aconfesionalidad del Estado y plena libertad religiosa según la Constitución de 1978, que reconoce también la peculiar condición de la Iglesia católica. Las consecuentes relaciones de cooperación relativas a la financiación y la enseñanza (conciertos educativos y asignatura de religión), han dado origen, ya en democracia, a algunos enfrentamientos con movilizaciones masivas.[cita requerida] Otras cuestiones que separan a la Conferencia Episcopal de los sucesivos gobiernos han sido asuntos relacionados con la moral, como el divorcio, el aborto o el matrimonio homosexual, que la fe católica rechaza.
La reciente incorporación a la sociedad española de numerosos contingentes de inmigrantes ha ampliado la presencia de confesiones cristianas no católicas, además de aportar una numerosa población musulmana. Pero el mayor desafío al que se enfrenta la Iglesia católica en España es la secularización de la sociedad, creciente desde el desarrollismo del franquismo final. Sin embargo, la pervivencia de las tradicionales manifestaciones de religiosidad popular, vertebradoras de la identidad local de la práctica totalidad de los pueblos y regiones españolas, y de nuevas instituciones con presencia social decisiva (Cáritas, colegios religiosos, medios de comunicación como COPE...) siguen haciendo de la Iglesia católica un importante referente ideológico y social en España.

## Organización territorial

Mapa de las diócesis de España. Cada color indica una provincia eclesiástica y en una tonalidad más oscura se señala la archidiócesis que la preside.

La Iglesia católica cuenta con 14 provincias eclesiásticas que cubren toda la geografía española. Estas se encuentran divididas a su vez en diócesis, iglesias particulares bajo el gobierno pastoral de un obispo,  siendo una de ellas la archidiócesis (cuyo obispo recibe el título de arzobispo metropolitano), de la que toma el nombre cada provincia y que preside al resto de diócesis sufragáneas.
En total hay 69 diócesis territoriales a las que hay que sumar el Arzobispado Castrense, una diócesis personal para las Fuerzas Armadas bajo la denominación canónica de ordinariato militar, con sede en Madrid.
La Conferencia Episcopal Española es una institución permanente integrada por todos los obispos de España con el objetivo de ejercer conjuntamente algunas funciones pastorales. Cada diócesis es autónoma, por lo que la Conferencia Episcopal no es en ningún caso una "gran diócesis" que abarque a las demás, sino una asamblea de todos los obispos diocesanos.

## Arte y turismo
Como en el caso de la Iglesia católica en Francia, la iglesia española resguarda uno de los más grandes depositarios de arte y arquitectura religiosa en el mundo, incluyendo la Sagrada Familia de Antoni Gaudí) en Barcelona, la catedral de Granada, la catedral de Santiago de Compostela, la catedral de Sevilla, la catedral de Toledo y la catedral de la Asunción de Nuestra Señora, en Córdoba.
En 2014, de los 3168 inmuebles de interés cultural de la Iglesia católica en España, 18 han sido declarados Patrimonio de la Humanidad por la Unesco y 78 son catedrales. El turismo religioso asociado a los bienes de interés cultural supone el 2,17 % del PIB español, mientras que las fiestas religiosas aportan un 0,95 % del PIB.
En España se encuentra asimismo una de las principales rutas de peregrinación de la cristiandad, el Camino de Santiago, que en los últimos años ha experimentado una notable revitalización. En el año 2012, por ejemplo, cerca de 192 000 personas lo recorrieron. [actualizar]

## Financiación
En materia económica, la Iglesia católica no es una entidad centralizada sino que las distintas personalidades jurídicas canónicas (diócesis, parroquias, cofradías, asociaciones de fieles, etcétera) son titulares de su patrimonio y lo administran de forma autónoma, obteniendo los recursos según lo establecido en el Derecho canónico y las leyes civiles.

### Fuentes de financiación

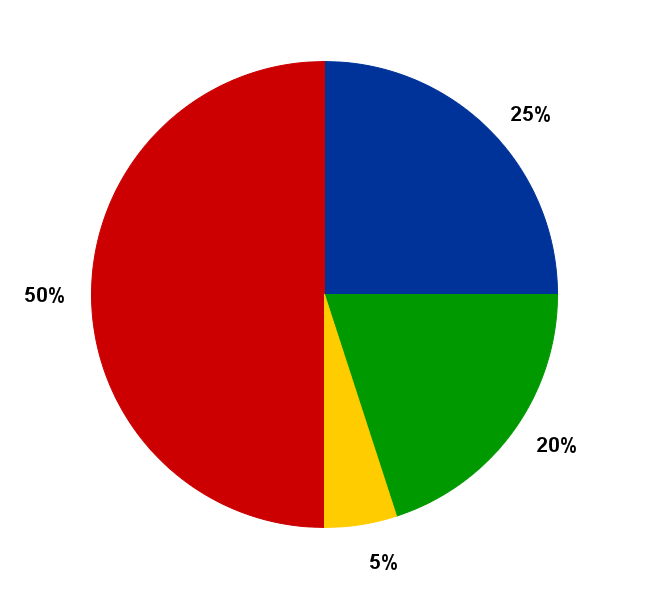
Fuentes de financiación de la Iglesia católica en España:
Aportaciones directas de los fieles
Asignación tributaria
Rendimientos del patrimonio eclesiástico
Otras fuentes de financiación